# Dila, Etiopija
Dila  je grad u južnoj Etiopiji, u Regiji Južnih naroda, narodnosti i etničkih grupa u Zoni Gadeo. Dila je udaljena oko 364 km južno od glavnog grada Adis Abebe i oko 90 km južno od regionalnog središta Avase. Dila leži na nadmorskoj visini od 1,570 metara, preko Dile ide magistralna transafrička prometnica Adis Abeba - Nairobi. Dila je najveći grad u woredi Venago.
Dila se razvila kao trgovište kave, koja se uzgaja u okolici na velikim plantažama (poznata vrsta jirgačefe).
U Dili od 1996. djeluju viša učiteljska i zdravstvena škola u sklopu Sveučilišta Avasa.
Pored grada nalaze se brojni arheološki lokliteti (Tutu Fela, Tutitisa) s kamenim stelama.

## Povijest
Oko 1930., jedna skupina plemena Guji Oromo naselila se je u široj okolici, tad je u Dili djelovala i jedna njemačka etnološka ekspedicija, oni su otpočeli svoj eksperimentalni program - stalnog naseljavanja poljoprivrednika.
Između 1960. i 1963. intenzivno se razmišljalo o izgradnji željezničke pruge Adama - Dila ukupne dužine 310 km, na razradi tog projekta radili su i brojni stručnjaci iz tadašnje Jugoslavije 1965. Francuska vlada nudila je kredit, no zbog nepovoljnih okolnosti Etiopska vlada je odustala od projekta, tako da ta pruga nikad nije izgrađena.
Dila je došla na svjetske naslovnice 1960. kad je u okolici grada (gora Mičile) izbila pobuna, zbog feudalnih uvjeta u kojem su živjeli lokalni seljaci, tu pobunu u krvi je ugušila vojska.
Dila se ponovno našla na naslovnicama 22. srpnja 1998. kad su izbili nasilni sukobi između dviju političkih grupa. Glasnogovornik etiopske vlade Selome Taddesse, iznio je podatak da je oko 140 ljudi poginulo u tim sukobima, uz veliki broj izbjeglica.

## Stanovništvo
Prema podacima Središnje statističke agencije Etiopije -(CSA) za 2005. grad Dila imao je 61,114 stanovnika, od toga 31,329 muškaraca i 29,785 žena.

## Vanjske poveznice
- Sveučilište Dila  Arhivirana inačica izvorne stranice od 22. svibnja 2010. (Wayback Machine)
- Dilla, Ethiopia na stranicama Ethiopia & Eritrea Returned Peace Corps Volunteers  Arhivirana inačica izvorne stranice od 20. srpnja 2008. (Wayback Machine)